# Bringåsen
Bringåsen, by i Jämtlands län, belägen i Kyrkås distrikt (Kyrkås socken), ca 12 km öster om Östersund.